# Borstelhaarwimperzwam
De borstelhaarwimperzwam (Scutellinia setosa) is een schimmel uit de familie Pyronemataceae.

## Kenmerken
Kenmerkend voor deze soort zijn:
- Vruchtlichamen: klein (1-3 mm) met bruin- of geeloranje hymenium
- Randharen: korte, stijf, complex wortelende (300-1000 x 20-40 μm)
- Sporen: bijna glad, die ook in katoenblauw-melkzuur geen ornamentatie laten zien (18-23 x 11-13,5 μm)

## Verspreiding
In Nederland komt de borstelhaarwimperzwam zeer zeldzaam voor.

## Foto's

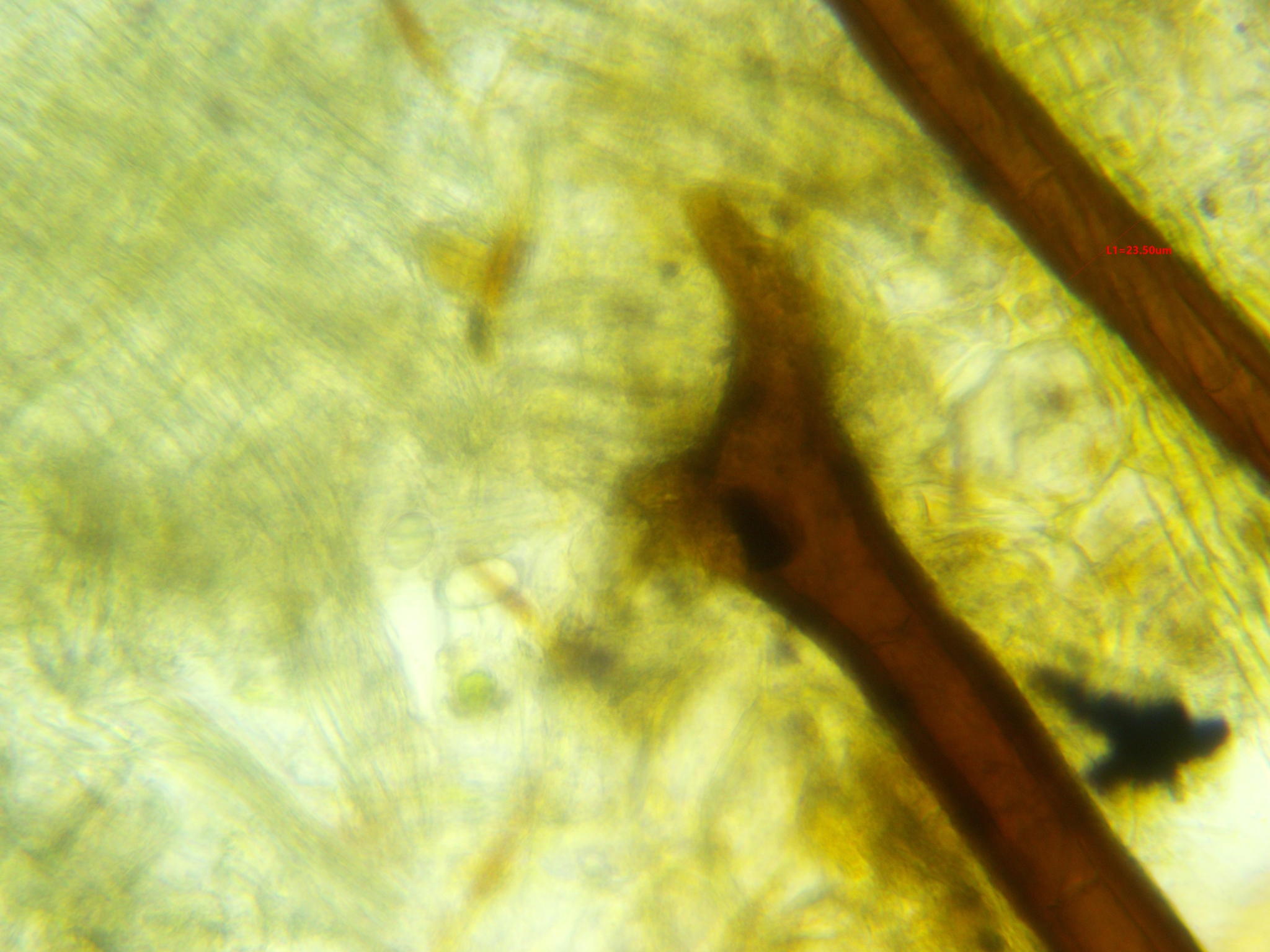
Complex wortelend
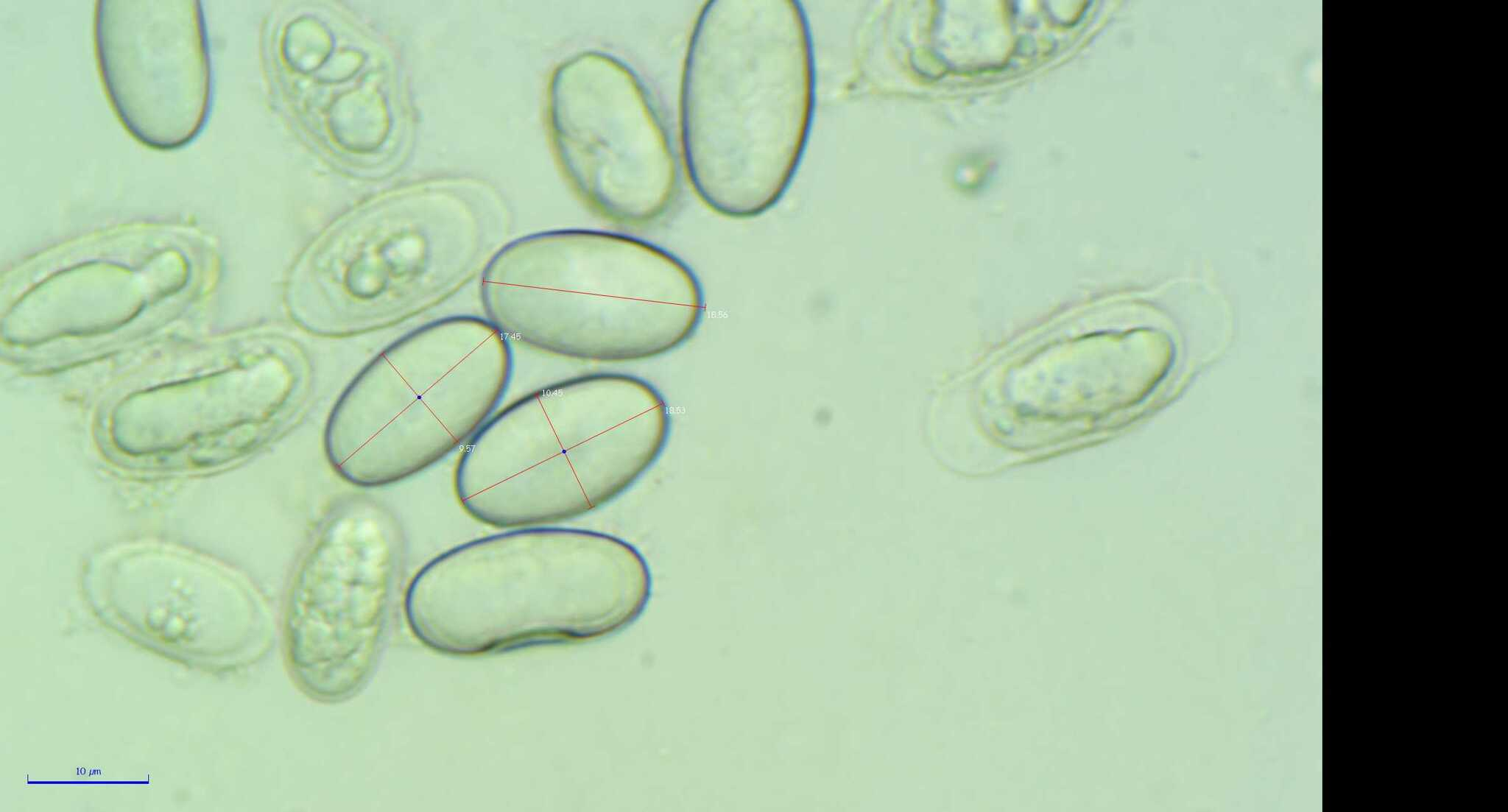
Sporen